# Segart
Segart (en valencien/catalan et en castillan) est une commune d'Espagne de la province de Valence dans la Communauté valencienne. Elle est située dans la comarque du Camp de Morvedre et dans la zone à prédominance linguistique valencienne. Jusqu'au 27 juin 1916 le nom de la commune était Segart d'Albalat.

## Géographie

Localisation de Segart
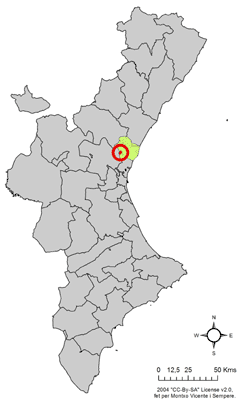
dans la Communauté valencienne.
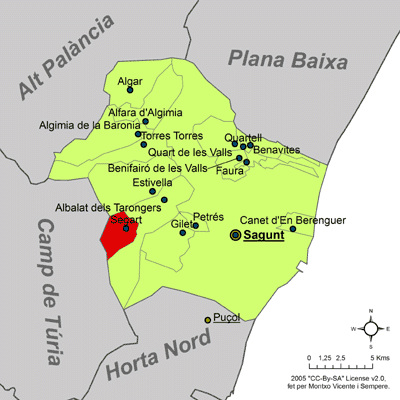
dans la comarque du Camp de Morvedre.

Le village est situé au pied du mont El Garbí (600 mètres) et El Puntal de l'Abella (630 mètres). Le relief est quelque peu inégal car il est situé sur la rive gauche du Parc naturel de l'actuel Serra Calderona, sur la pente qui descend vers la rivière Palancia. Insiste sur le mont de Mola et El Puntal de l'Abella. Parmi les ravins sont celles de la Font del Llavaner, The Meliquet et Segart. Le climat médiatique est typique des zones de la Méditerranée, parce que, malgré son altitude, est situé à dix kilomètres de la mer.
La végétation est composée de pin, romarin, lentisque, thym et autres espèces.
Vous pouvez atteindre la commune, à partir de Valence, par A-23, puis dans le CV-329.
| Serra   | Albalat dels Tarongers | Albalat dels Tarongers |
| Nàquera |                        | Estivella              |
| Nàquera | Nàquera                | Albalat dels Tarongers |

### Hameaux et quartiers
Dans la Commune de suivre l'évolution Segart sont situés :
- El Murtal.
- La Mallà.
- El Rodeno.

### Localités limitrophes
Le territoire communal de Segart est voisin de celui des communes suivantes :
Serra, Estivella, Albalat dels Tarongers et Nàquera toutes situées dans la province de Valence.

## Histoire
Elle provient de la poterie période ibérique trouve dans le IVe siècle av. J.-C. Grenier C sur le Cerro del Castillo, mais il a commencé sa morphologie urbaine actuelle de la période islamique, qui appartient probablement à son château construit entre le XIIe XII, aujourd'hui en ruines. Après la conquête, le roi Jaume I a fait son don à l'évêque de Vic, de qui il passa à Adam de Paterna. Par la suite, Pedro, El Cerimonioso a donné à Bernat de Ripax et appartint plus tard à Morvedre, qui est devenue indépendante en 1535 et est devenu un quartier de Tarongers Albalat. Lieu de produits de la mer (40 maisons en 1609) faisait partie des fermes de Segorbe, elle fut abandonnée après la Enlèvement. John Villarasa, seigneur de la baronnie de Albalat et Segart, d'une charte commune accordée à 1611, peuplé de vieux chrétiens. En 1846, l'indépendance obtenue de Tarongers Albalat. Ces dernières années, la Historical Association mène Segart collecte des données historiques et sociaux sur cette ville.

## Démographie
Segart compte 184 habitants en 2014.
| 160 | 157 | 190 | 181 | 168 | 212 | 183 | 158 | 156 | 139 | 134 | 173 | 188 | 180 | 184 |

| Segart tableau démographique entre 1990 et 2014 |
| ----------------------------------------------- |
|                                                 |

## Administration
Liste des maires, depuis les premières élections démocratiques.
| Législature    | Nom du maire                      | Parti politique |
| -------------- | --------------------------------- | --------------- |
| 1979-1983      | Francisco Julián Garriga Ambrosio | UCD             |
| 1983-1987      | José García Andrés                | AP-UL-UV-PDP    |
| 1987-1991      | José García Andrés                | AP              |
| 1991-1995      | José García Andrés                | PP              |
| 1995-1999      | José García Andrés                | PP              |
| 1999-2003      | José García Andrés                | PP              |
| 2003-2007      | José García Andrés                | PP              |
| 2007-2011      | Vicent de Paül Garriga            | BLOC            |
| 2011-présenter | Vicent de Paül Garriga            | PP              |

## Économie

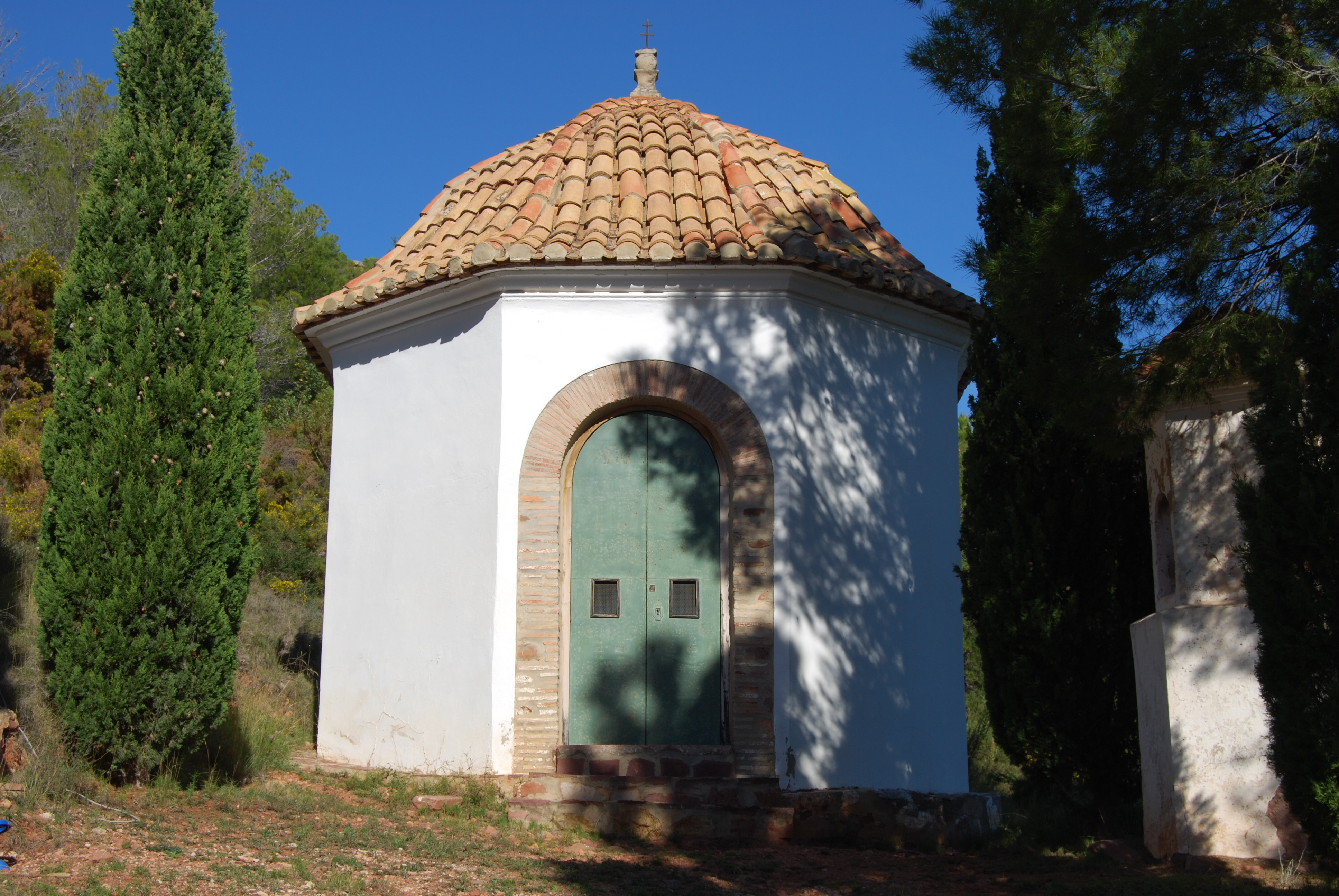
Hermitage Segart

Traditionnellement basée sur l'agriculture. Dans l'agriculture pluviale prédomine la culture des olives, amandes, caroubes et vignes. L'agriculture irriguée est en majorité de l'orange. L'élevage est assez faible (mouton). La terre est travaillée dans la propriété. Manque d'industrie.

## Patrimoine

### Monuments

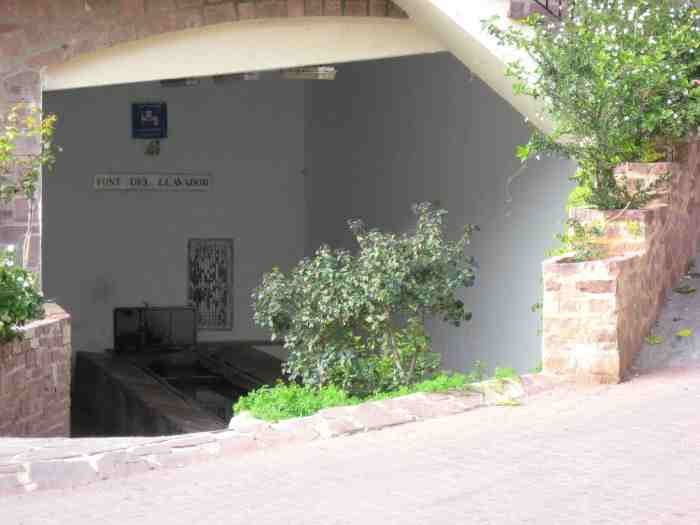
Lavoir de Segart

- Hermitage Segart. Il est petit et modeste
- Église paroissiale. Il est modeste et se consacre à la l'Immaculée Conception.
- Château Segart. Château musulman, conquis par Jacques Ier. Elle est un bastion d'origine arabe construit autour du XIIIe siècle, et située au sommet d'une colline sur la population.

### Sites
- Mont El Garbí. De son sommet on peut voir vue spectaculaire sur la côte de la Sagunto pour Valence, mais peut aller jusqu'à la durée Municipal Segart cette montagne sépare les termes Estivella et Albalat de Tarongers.
- La Mola de Segart. Il a une altitude de 570m
- El Puntal de l'Abella. La plus haute montagne dans le Camp de Morvedre avec une altitude de 630m
- Source de Sant Josep. Appelé aussi "la Fonteta"
- Source del Llavaner. Auparavant, il était lavé vêtements, couverts ... maintenant encore disponibles pour l'utilisation, pour quiconque veut utiliser.
- Source de Salt. Il y a un spectaculaire chute d'eau dans la saison des pluies.
- Source de Sant Jaume.
- Source de Sant Carlampio.